# Piliocolobus rufomitratus
Il colobo rosso del Fiume Tana (Piliocolobus rufomitratus), detto anche colobo rosso orientale, è una specie di primate della famiglia dei Cercopitecidi altamente minacciata. È endemico di una stretta fascia di foresta a galleria nei pressi del Fiume Tana, in Kenya sud-orientale. Come tutti i colobi rossi, in passato era considerato una sottospecie del largamente diffuso P. badius.
Il colobo rosso del Fiume Tana è stato ritenuto una delle 25 specie di primati più minacciati del mondo. La sua salvaguardia, insieme a quella dell'ugualmente minacciato cercocebo del Fiume Tana, è stata la ragione principale dell'istituzione della Riserva dei Primati del Fiume Tana nel 1978, anche se all'interno di quest'area continuano tuttora ad esserci incursioni umane. Recentemente è stato suggerito di trasformare 20.000 ettari del delta del Fiume Tana in piantagioni di canna da zucchero, ma questa richiesta è stata, almeno temporaneamente, bocciata dall'Alta corte del Kenya.